# Herguijuela del Campo
Herguijuela del Campo è un comune spagnolo di 122 abitanti situato nella comunità autonoma di Castiglia e León.